# 劉文亮
劉文亮（1962年11月15日—2014年3月9日），台灣戲曲樂師、作曲家、樂器工藝家，台北市中國海事專科學校輪機科畢業，楊麗花歌仔戲團、陳美雲歌劇團音樂指導，國立台灣戲曲學院歌仔戲學系專任教師（副教授級技術及專業人員）兼主任，著有《歌仔戲唱腔（第2集）》（與柯銘峰、陳孟亮、莊家煜合著，2000年）等書。
2014年3月9日上午4點57分，因心肌梗塞病逝，享年52歲。2014年8月9日追頒第25屆傳統暨藝術音樂金曲獎戲曲表演類特別獎。

## 音樂生活
他在中國海專上學時在學校國樂社團學笛子，並自習其他樂器和西方管弦樂總譜、爵士樂、熱門音樂等。
曾參加京劇、川劇、黃梅戲、評劇等許多戲曲劇種的伴奏工作，又長期參加「再興青年越劇團」做越劇伴奏，負責編曲和演奏越劇主胡（越劇主胡簡稱越胡，又名平胡，是越劇文場領奏和越劇唱奏專用的1種特別的胡琴類樂器，由越劇領奏琴師演奏，形狀類似民樂二胡，但琴筒較小，音色也不同）等樂器，並曾在歌仔戲劇團明華園的公演樂隊裡演奏月琴、三弦等樂器，曾長期在專營大型舞台歌仔戲公演的歌仔戲劇團「河洛」演奏二胡等樂器。
曾向資深戲曲音樂工作者洪堯進、許再添問藝。
他能演奏笛、管、簫、嗩吶、月琴、三弦、二胡、板胡、殼子弦、大廣弦、六角弦、越胡、高胡、中胡、喇叭弦、京胡（京劇胡琴）、京二胡（京劇二胡）、低胡、大提琴、電子琴、吉他、鋼琴等樂器。
歌仔戲主弦領奏（殼子弦、六角弦）和月琴、大廣弦、三弦、笛尤其拿手，並能自製越胡、六角弦等樂器。
他創作了《鑼鼓調》、《賣菜歌》等歌仔戲新曲調，並參考借鑒京劇「流水板」開創出「七字調流水板」。

## 大型舞台歌仔戲音樂設計
他的第1部大型舞台歌仔戲音樂作品是洪秀玉歌劇團的《聖劍平冤》。
河洛歌子戲團的《欽差大臣》（柯銘峰參與唱腔設計，簡永福文場領班，洪堯進主弦，王清松武場領班）、《賣身做父》（簡永福文場領班，洪堯進主弦，陳子堅武場領班，武場領班就是打鼓，主弦就是領奏琴師）、《鳳冠夢》（兼主弦，林永志打鼓）等。
陳美雲歌劇團的《刺桐花開》首演版（兼主弦，柯銘峰唱腔設計兼月琴、三弦、口簧琴，莊步超打鼓）、《陳三五娘》（兼主弦，柯銘峰月琴、三弦，朱作民打鼓）、《秦香蓮》（兼主弦，朱作民打鼓），《丹心救主》（《貍貓換太子》，兼主弦）、《金枝玉葉》（兼主弦）等。
《陳三五娘》、《秦香蓮》於1998年應邀到新加坡公演。
楊麗花歌仔戲團的《梁山伯祝英台》（簡永福文場領班，洪堯進主弦，王清松武場領班）、《丹心救主》（兼主弦，簡永福文場領班，莊家煜笛簫，王清松武場領班）。
尚和歌仔戲劇團的《聲樓霸市》（兼主弦，王清松打鼓）、《洛水之秋》（兼主弦，王清松打鼓）、《流星海王子》（兼主弦，王清松打鼓）等。
《聲樓霸市》在2002年應邀到美國公演，《流星海王子》於2004年應邀到法國巴黎公演。
新櫻鳳歌劇團的《靈前會母》（兼主弦，王清松打鼓）等。
鴻明歌劇團的《天下第一家》（兼主弦，黃永德打鼓）等。
黃香蓮歌仔戲團的《前世今生蝴蝶夢》（王清松打鼓）、《新寶蓮燈》（王清松打鼓）、《寒江關》（王清松打鼓）等。
薪傳歌仔戲劇團的《寒月》（與柯銘峰合作編曲，李英指揮台北市立國樂團小組樂隊，王清松打鼓）、《三娘教子》（兼主弦，王清松打鼓）、《王魁負桂英》（兼主弦，莊步超打鼓）等。
《王魁負桂英》於2000年應邀到法國巴黎公演。
唐美雲歌仔戲團的每1部戲都是他的音樂設計作品（同時兼主弦）：《梨園天神》（與江松民合作，簡永福文場領班，王清松司鼓）、《少年老爸》（簡永福文場領班，王清松司鼓）、《龍鳳情緣》（簡永福文場領班，王清松司鼓）、《榮華富貴》、《添燈記》、《大漠胭脂》（莊步超司鼓）、《無情遊》、《人間盜》、《梨園天神桂郎君》（鍾耀光編曲配器）、《金水橋畔》、《錯魂記》、《黃虎印》（鍾耀光編曲配器）、《宿怨浮生》、《仁者無仇》、《大願千秋》、《蝶谷殘夢》 （大型西方管弦樂團伴奏，鍾耀光編曲，邱君強指揮國立台灣交響樂團）、《碧桃花開》、《燕歌行》、《子虛賦》、《花田錯了嗎》、《狐公子綺譚》等，唐團與廈門市歌仔戲劇團合作的《蝴蝶之戀》他也參加創作。
春美歌劇團的《鴛鴦遺恨》（兼主弦）、《再世情緣》（兼主弦，陳申南打鼓）、《古鏡奇緣》（兼主弦，陳申南打鼓）等。
劉南芳製作的台灣歌仔戲班劇團《孔雀膽》（簡永福文場領班，洪堯進主弦，王清松武場領班）、《水萍怪影》（簡永福文場領班，洪堯進主弦，王清松武場領班）、《薛平貴王寶釧》（簡永福文場領班，洪堯進主弦，王清松武場領班）、《桃花搭渡》第1版（兼主弦，王清松打鼓）、《百里名醫》（兼主弦，王清松打鼓）、《約瑟的新衫》等，他也參加了《李娃傳》（陳彬作曲）的創作工作。
南方薪傳歌仔戲劇團的《未生怨》（兼主弦，王清松打鼓）等。
他參加河洛歌子戲團第1版《新天鵝宴》（陳中申編曲指揮台北市立國樂團，柯銘峰領奏，陳子堅打鼓）、亂彈嬌劇團《搜孤救孤》（兼主弦，林永志打鼓）的唱腔設計。
《欽差大臣》、《梨園天神桂郎君》得台灣行政院新聞局金鐘獎。

## 電視歌仔戲音樂指導
作品有楊麗花歌仔戲團的《君臣情深》（兼主弦，王清松打鼓，台視），河洛歌子戲團的《太子復仇》（中視），陳亞蘭歌仔戲團的《天龍傳奇》（民視）。

## 歌仔戲音樂專輯
他擔任編曲的歌仔戲音樂專輯有《玉樓聲漱》（兼演奏）、《玉樓聲漱II》（兼演奏）、《玉樓聲漱III》（兼演奏）、《天子告狀》（兼主弦，文場領班簡永福，武場領班王清松）、《梅開二度》（兼主弦，文場領班簡永福，武場領班王清松）、《音緣》、《歌仔戲曲調卡拉OK》（朱作民打鼓，現名陳玉環的陳金環主弦，宜蘭縣政府文化局出版）、《伴汝唱遊歌仔戲》（兼演奏）、《歌仔戲古詩新唱》（兼演奏）、《上帝的歌詩》（兼主弦，武場領班王清松）等。
莊家煜做音樂設計的《淵愁》、《錯中緣》2套歌仔戲音樂專輯請他做主弦，文場領班簡永福，武場領班王清松。
林永志司鼓，周以謙執行製作的河洛劇團唱腔選第1集，他和柯銘峰輪流擔任主弦和月琴、三弦。
他在台灣政府機關出版的《大家來唱歌仔戲》光碟裡演奏胡琴。
李靜芳主唱，柯銘峰主弦、音樂總監，莊家煜管樂器、音樂統籌，簡永福揚琴、文場領班，王清松打鼓的《珠圓玉潤阿旦歌》請他演奏大提琴。

## 歌仔戲音樂會
他是台灣國立傳統藝術中心主辦「歌仔戲主題音樂會」台灣歌仔戲（柯銘峰編曲，朱作民打鼓）的主弦。
他是「唐美雲邂逅新Much音樂會」、「跨界玩創意─歌仔戲飆爵士」、「冬至、戀歌子」這幾場音樂會的編曲和演奏員，「冬至、戀歌子」是簡永福文場領班，黃建銘打鼓，莊家煜吹管樂器，劉文亮主弦。

## 電影原創音樂和參與
張志勇執導的電影《一隻鳥仔哮啾啾》請他創作全劇配樂，他親自演奏胡琴，柯銘峰彈月琴，莊家煜吹管樂器。
他參演台灣中央電影公司1999年出品的電影《沙河悲歌》（七等生原著，張志勇執導），飾歌仔戲琴師，並實際演奏，另1位琴師是洪堯進，鼓師是王清松，鑼鈸演奏員是簡明峰和林義恆。

## 歌仔戲影片音樂設計
他是台灣國立傳統藝術中心（直屬行政院文化建設委員會）錄製出版，廖瓊枝編劇的《山伯英台》、《王寶釧》、《什細記》、《王魁負桂英》4部DVD的音樂設計（兼主弦），《山伯英台》、《王寶釧》是王清松打鼓，《什細記》和《王魁負桂英》是莊步超打鼓。
國立傳統藝術中心與公共電視合作錄製的1部唐美雲演陳三，陳昇琳演黃九郎的《陳三五娘》，他擔任音樂設計和二胡，柯銘峰執行製作，洪堯進主弦，王清松武場領班。

## 外部連結
- 臺灣音樂群像 劉文亮 （页面存档备份，存于）